# Aduarderzijl
Aduarderzijl (Gronings: Auwerderziel) is een gehucht in de gemeente Westerkwartier in de Nederlandse provincie Groningen, gelegen ten zuiden van het Reitdiep. Er wonen ongeveer 50 mensen.
Het gehucht ligt ten oosten van het gehucht Allersma, ten noordoosten van het dorp Ezinge, ten noorden van het dorp Feerwerd en ten noordwesten van de wierde Antum en het dorp Garnwerd. Bij het gehucht ligt het bijna gelijknamig sluizencomplex de Aduarderzijlen, Dit complex nabij het Reitdiep bestaat uit gerestaureerde sluizen uit 1706 en 1867.

## Sluisgeschiedenis

### Ontstaan en blokhuis
Het gehucht ontstond volgens de meest recente inzichten kort na 1285 toen monniken van het klooster van Aduard het Aduarderdiep lieten graven naar het Reitdiep en hier de gelijknamige zijl (spuisluis) aanlegden. Deze zijl diende onder andere voor de afwatering van gebieden nabij de stad Groningen op het Reitdiep, dat tot eind 19e eeuw in open verbinding met de zee stond. Voor het beheer werd het Aduarderzijlvest opgericht. Oorspronkelijk vond de afwatering van het gebied plaats via de Feerwerdertocht, die via de Hunze bij Kloosterburen in de Waddenzee uitmondde.
Aduarderzijl was door haar positie vroeger van strategisch belang. In 1501, tijdens de twisten tussen de Schieringers en Vetkopers, werd door de Saksen een blokhuis van 5 roeden (20 meter) breed gebouwd bij de zijl in opdracht van de stadhouder van Friesland om zo de stad te dwarsbomen. Op dit blokhuis werd een staket geplaatst en rondom werd een gracht gegraven. Ook werd een houten brug over het Reitdiep gelegd naar Schilligeham. Voor het graafwerk werden de inwoners van het Westerkwartier opgeroepen. Het blokhuis werd 'Stuir Groningen' of 'Waert Groningen' genoemd. De stad sloot echter een alliantie met de Geldersen (zie Gelderse Oorlogen) en zette in 1514 troepen van Karel van Gelre in om het blokhuis te veroveren, waarna het werd afgebroken. Het hout van de brug werd aan de inwoners van Schilligeham gegeven, daar deze veel te lijden hadden gehad van brandschade.
Rond 1554 poogde Vredewold haar afwatering van het dichtgeslibde 'Ipegat' (De Kolk) ten noorden van Okswerd te verplaatsen naar de Aduarderzijl, waartoe een verdrag met het zijlvest werd getekend. De stad en het stadshamrik kwamen hier echter tegen in het verweer en uiteindelijk liet Vredewold dan maar in 1561 de Nieuwe Sloterzijl bouwen bij Niezijl.

### Tachtigjarige Oorlog
Tijdens de Tachtigjarige Oorlog werd in 1580 in opdracht van de Ommelander heren door de Staatse legeraanvoerder Willem Lodewijk een schans gebouwd op het stuk tussen de beide huidige zijlen. Drie maanden later, in augustus 1580, werd de schans echter door Spaanse troepen veroverd. In 1581 werd de schans heroverd door Wigbold van Ewsum, maar kort daarna heroverden de Spanjaarden de schans weer. In 1590 werd de schans versterkt door de Spanjaarden. Kort daarna trok de Spaanse legerleider Verdugo zich terug in de stad en werd de schans weer bezet door de Staatsen. Op 17 september 1593 keerde Verdugo terug om de schans te heroveren. De eerste en tweede aanval werden afgeslagen door de ruim 30 man sterke bezetting van de Staatse vaandrig Herman Ophof, maar de derde aanval van de veel sterkere aanvallende macht lukte wel. De weinige Staatse mannen en vrouwen die niet reeds bij de aanval sneuvelden, werden vervolgens gewurgd en enkele kinderen werden in de gracht verdronken. In mei 1594 kwamen 12 vaandels troepen van Willem Lodewijk naar de schans om deze te heroveren. Uit woedde over de moorden door de Spanjaarden het jaar ervoor wachtten ze niet op het bevel van Willem Lodewijk en vielen de door 140 Spanjaarden verdedigde schans meteen aan. Slechts 8 Spaanse soldaten die zich verstopt hadden en enkele vrouwen en kinderen, wisten het te overleven. De Staatsen telden 50 doden. Bij de aanval was het kruitmagazijn ontploft, zodat de schans vervolgens onbruikbaar was. Niet lang daarna gaf de stad zich over bij de Reductie van Groningen.

### 17e en 18e eeuw
Tijdens het Rampjaar 1672 vormde de zijl onderdeel van de waterlinie ten noordwesten van Groningen. Bij de aanval van Bommen Berend werden alle 17 zeesluizen open gezet om het hele Reitdiepgebied onder water te zetten, zodat de stad niet vanuit het westen kon worden aangevallen. Het zoute water betekende wel een ramp voor de landbouw in het gebied.
In de 17e eeuw werd er een nieuwe houten sluis gebouwd, waarvan de deuren echter in 1686 werden weggeslagen door de Sint-Maartensvloed. De huidige stenen Westelijke of Oude Sluis werd in 1706 door het zijlvest gebouwd en had oorspronkelijk 3 deuren: ebdeuren voor het binnenhouden van het water voor de landbouw en scheepvaart bij laagwater; vloeddeuren voor het keren van zeewater bij vloed (werden door de druk dichtgedrukt); en stormdeuren die bij stormvloed werden gesloten ter extra veiligheid.

### 19e en 20e eeuw

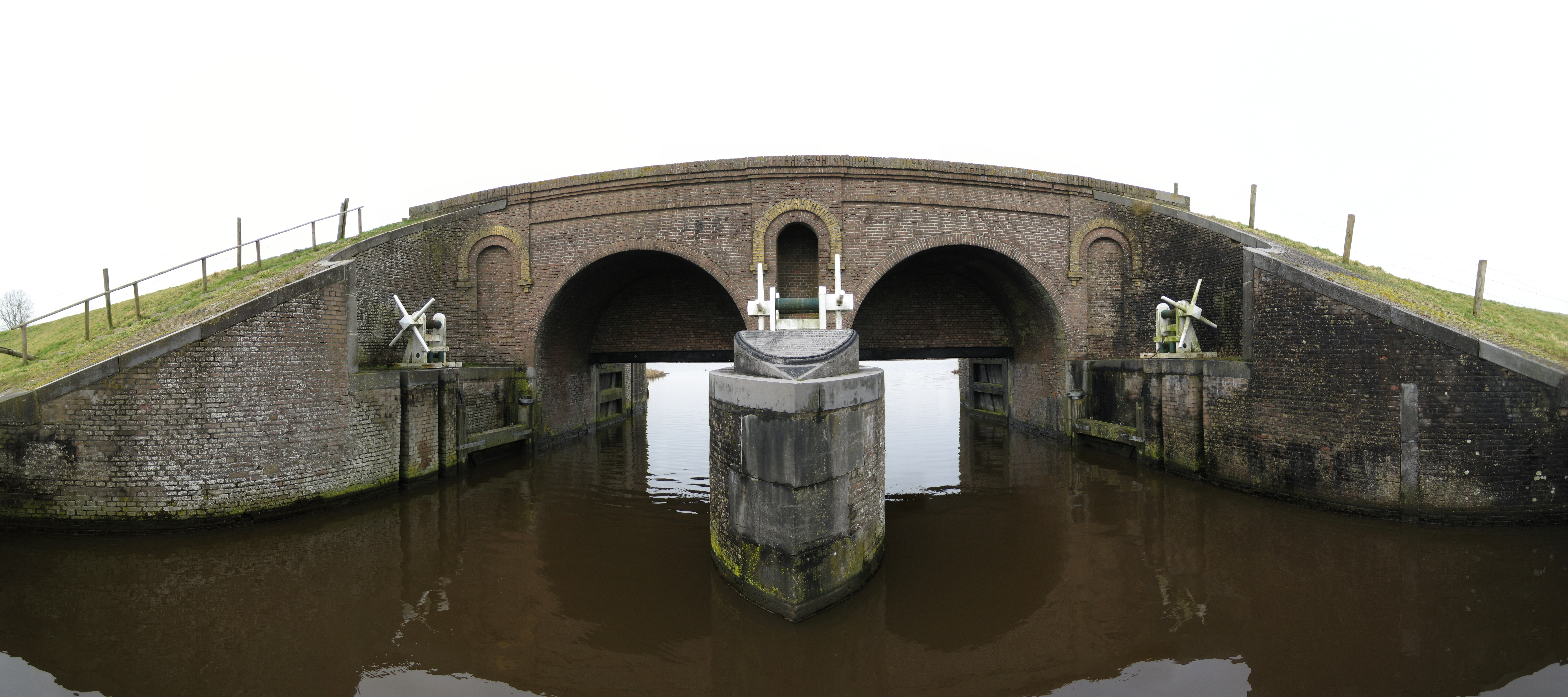
De Kokersluis (Oostelijke Sluis) in 2009

Toen de oude zijl te klein werd, werd ter bevordering van de waterdoorvoer uit het achterland in 1867 naast de Aduarderzijl de Kokersluis (ook Nieuwe of Oostelijke Sluis) aangelegd, een dubbele uitwateringsluis, maar zonder stormdeuren. Vroeger kon de sluiswachter met gietijzeren lieren de sluisdeuren bedienen. Om op de middelste pijler te komen was een trap gemonteerd in een nis in de sluis. De lieren verdwenen later en de nis werd dichtgemetseld.
In 1877 werd het Reitdiep afgesloten bij Zoutkamp, waardoor de zeewerende functie van de Aduarderzijl verviel. In 1895 werd de Kokersluis hersteld en vernieuwd. In 1914 werd de bakstenen boogbrug over de Aduarderzijl vervangen door de huidige betonnen liggerbrug om zo hoge schepen die vierkant met stro waren beladen ook onder de brug door te kunnen laten varen. In 1969 werd de Lauwerszee bedijkt, waarop de zuidelijke Reitdiepdijk bij de dijkverordening van 1974 officieel zijn zeewerende functie verloor. De sluizen hadden toen geen functie meer en werden niet meer onderhouden, zodat ze langzaam vervielen. De deuren verrotten en werden vervolgens verwijderd. Niet iedereen wilde dit met lede ogen aanzien en in 1989 werd daarop de Stichting Herstel Aduarderzijlen opgericht, die haar plan voorlegde aan het verantwoordelijke waterschap Westerkwartier. Deze steunde de plannen, maar had echter geen geld voor het herstel, evenmin als de provincie Groningen waarbij vervolgens werd aangeklopt. De Europese Unie zegde daarop 1,5 miljoen gulden toe, mits het in de vorm van een waterbouwkundig leerproject voor jongeren werd gegoten. De verantwoordelijke gemeente Winsum had de sluizen in dezelfde tijd op de monumentenlijst geplaatst en zegde daarom ook geld toe. Daarop werden de sluizen hersteld, voorzien van nieuwe eb- en stormvloeddeuren en, de aanzet van de vroegere boogbrug zichtbaar gemaakt en de oorspronkelijke sluitsteen met het jaartal 1706 ingemetseld. In 1993 was de klus geklaard en werden de sluizen heropend.
In 2017 werden door waterschap Noorderzijlvest twee 18e-eeuwse kanonnen geplaatst bij de sluizen, die volgens de overlevering hier vroeger ook gestaan hebben, maar sindsdien opgeslagen lagen bij de gemeente Winsum.

## Bebouwing
Pal naast de sluis staat een witgepleisterd waarhuis, de voormalige sluiswachterswoning (waren = bewaren, bewaken), waarvan het oudste deel uit 1680 en het voorhuis uit 1706 dateert. Rond 1880 stonden er vier tapperijen in het gehucht (een op elke 5 huizen), waaronder het waarhuis, waar de sluiswachter ook borrels schonk. Dit grote aantal hield verband met het feit dat schippers een scheepsjagers hier vaak een tijd moesten wachten alvorens ze door de sluis konden varen, omdat het water binnen en buiten de sluizen even hoog moest staan. In tussentijd konden ze dan de tijd doden in een van de uitspanningen.
Iets zuidwestelijker van het waarhuis ligt de eigenlijke kern van het gehucht, die bestaat uit twee straten met een aantal huizen en een minicamping met jachthaventje ten zuiden daarvan.

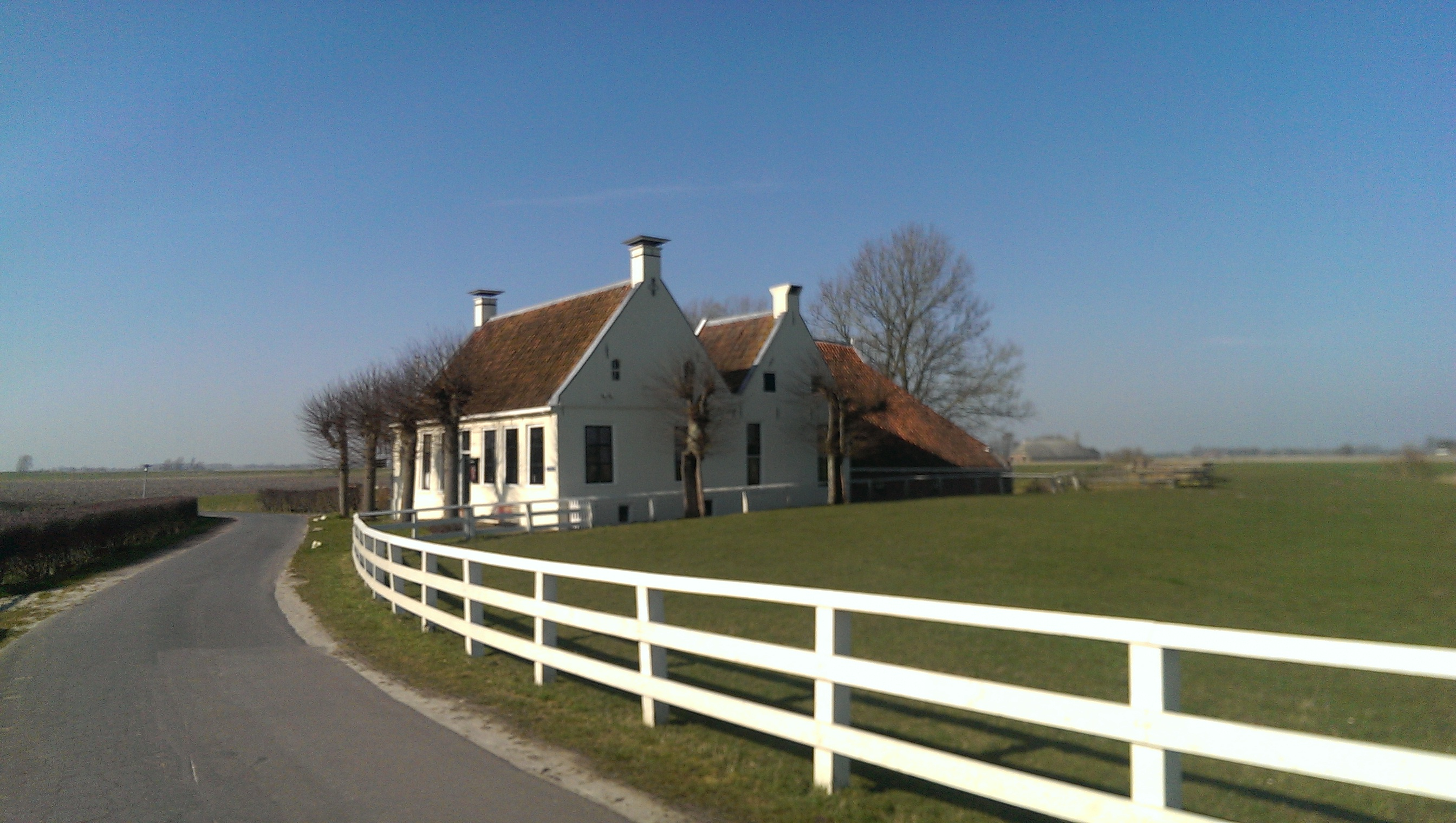
't Waarhuis in Aduarderzijl
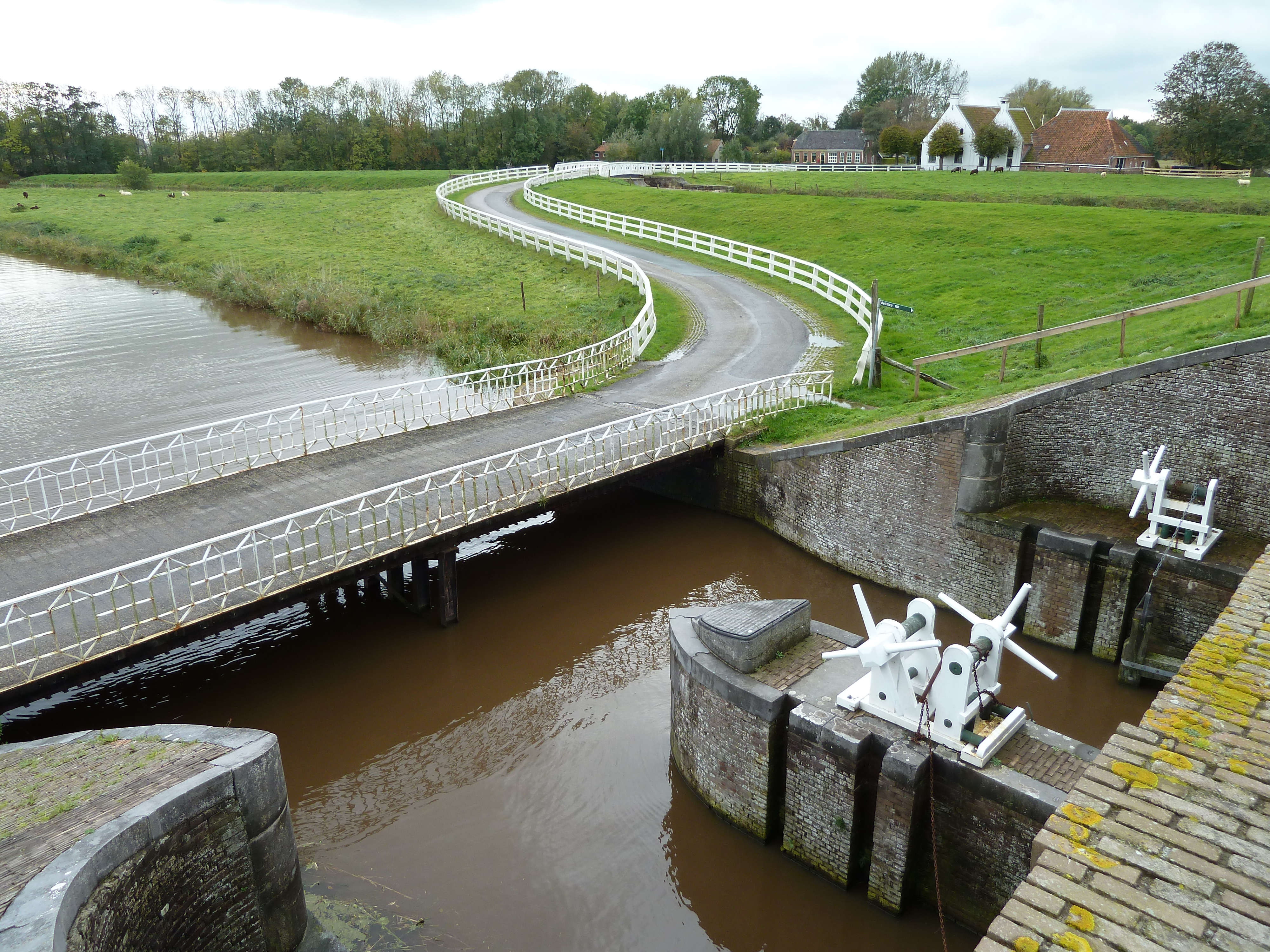
Aduarderzijl gezien vanaf de Kokersluis met rechtsachter het Waarhuis (close-upfoto)
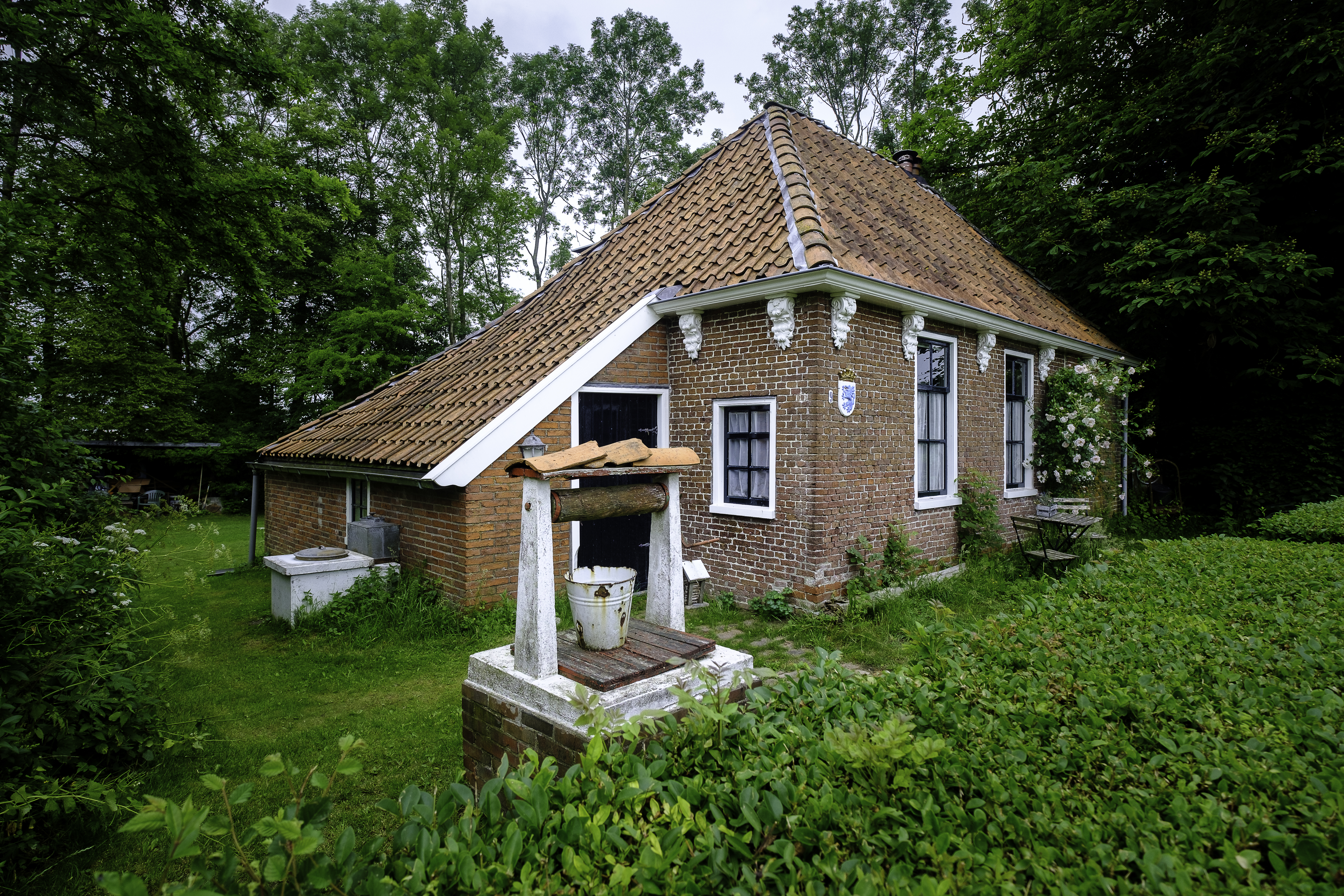
Voormalige arbeiderswoning aan de Zijlvesterweg
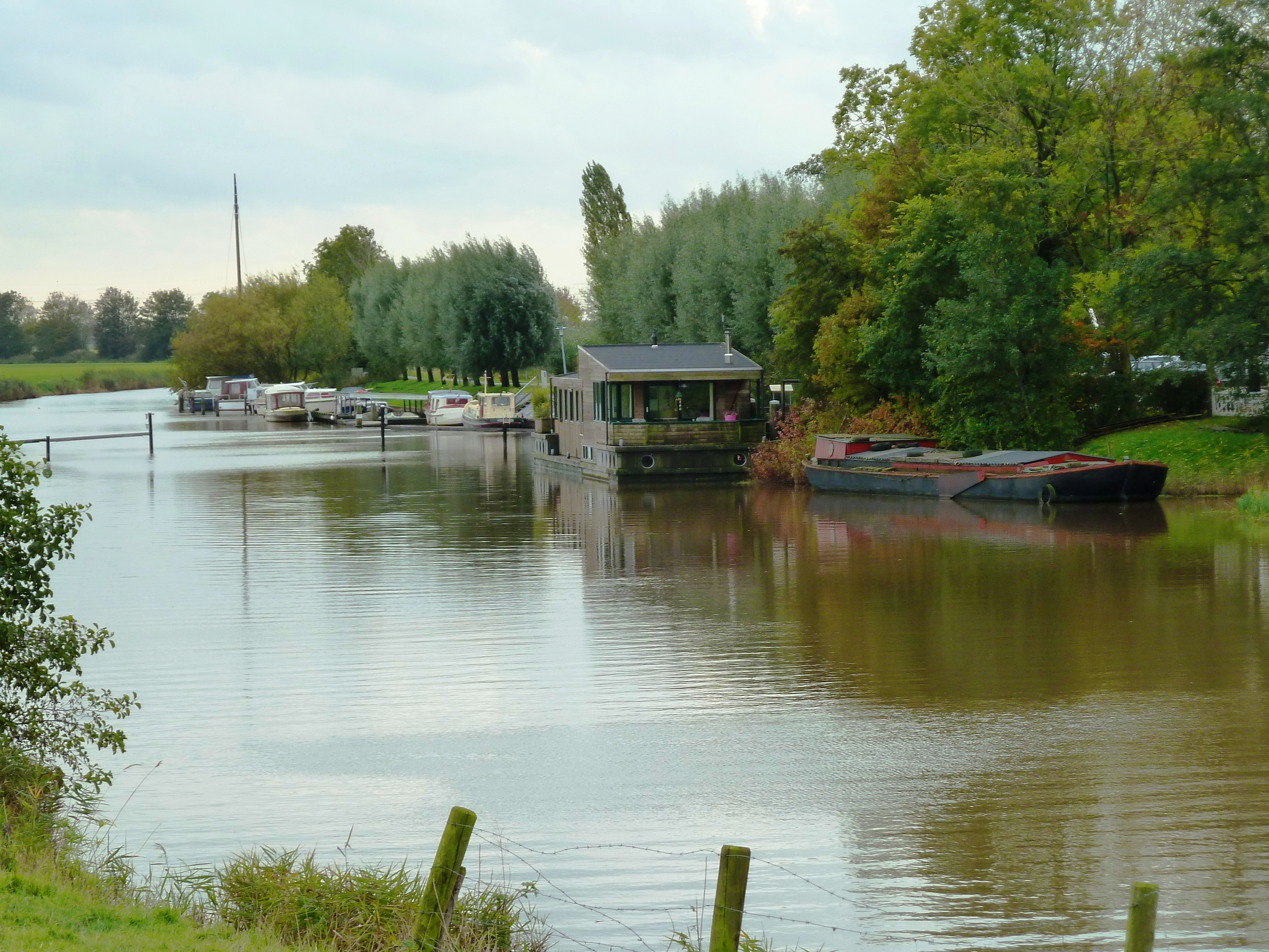
Jachthaventje gezien vanaf de Oude Sluis
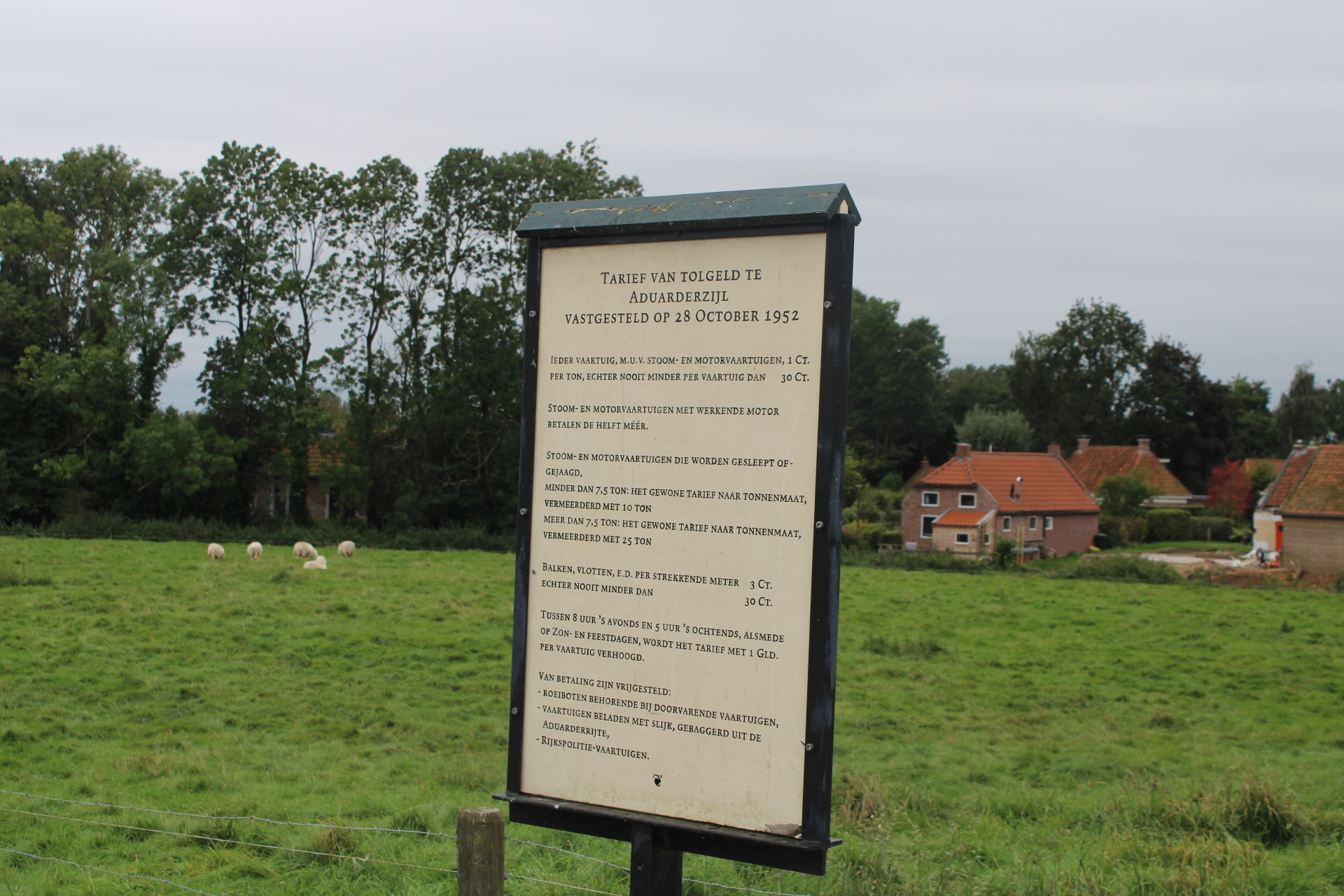
Tarieflijst uit 1952, beter niet op zondag